# Bergslag

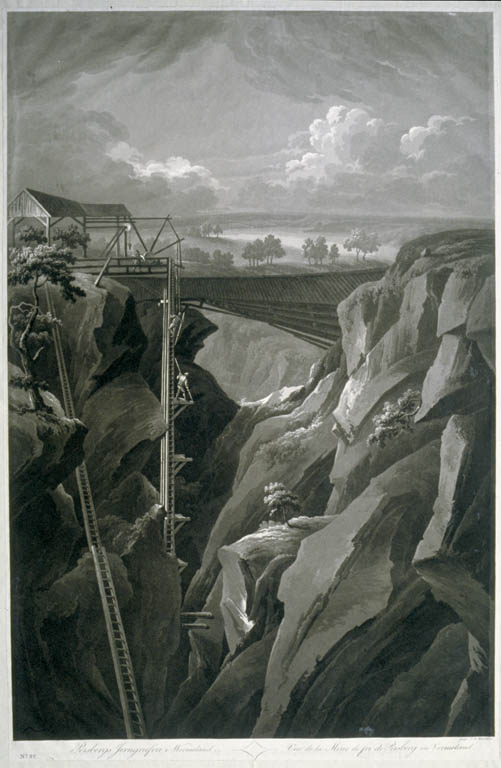
Persbergs dagbrott, 1800.

Bergslag var ursprungligen beteckningen på den korporation av bergsmän i ett område som hade bergsprivilegier och bedrev bergsbruk, men har sedan kommit att uppfattas som hela regionen där dessa bergsmän verkade.
Den historiska termen bergslag är ursprunget till den geografiska termen Bergslagen, där flertalet privilegierade bergslag befann sig (kärnområdet med störst koncentration fanns i landskapet Västmanland). I sin snävaste betydelse avses endast de bergsmän som faktiskt deltog i bergsbruket i distriktet ifråga, samt övriga i gruvbyarna som verkade i gruvdriften.
Termen användes tidigt även för andra områden med omfattande bergsnäring, trots att de saknade de specifika privilegierna och därmed i strikt mening inte utgjorde en egen "lag". Bergslagen ingick i bergmästardömen som leddes av bergmästare som utsågs av Bergskollegium. Ett bergmästardöme kunde bestå av flera eller inget bergslag.

## Namnet
Bergslag är ursprungligen antingen benämning på det arbetslag, d.v.s. den korporation som bedrev bergsbruk på en ort, eller på det område, där en särskild lagstiftning, "bergslagen", fanns. Senare tids forskning framhäver den juridiska innebörden av ordet. De medeltida beläggen för bergslag syftar på de speciella bergsstadgorna och de kungliga förordningarna för bergsbruket, vilka vanligen gick under benämningen bergsprivilegier. Med bergslag avsågs förr endast de bergsmän som faktiskt deltog i bergsbruket, samt deras anställda. Dessa bergsmän bedrev också ofta jordbruk vid sidan av detta. De bönder i samma by som bara bedrev jordbruk och inte bergsbruk ingick inte i bergslaget, och deras områden kallades bondefjärdning.
En betydelseförskjutning har med tiden skett från själva ”lagen” till det område för vilken lagen gällde. Ordet ska då också ha fått betydelsen av en geografiskt avgränsad grupp av bergsbruksidkare. Benämningen bergslag har i senare tid även getts åt hela regioner som inte varit privilegierade distrikt, men som har haft bergsbruk som huvudnäring. I dessa regioner verkade dock också många andra människor än de som ingick i bergslagen, däribland bönder, torpare, borgare och präster. Vilka bönder som blev bergsmän berodde delvis på tillgången till vattendrag, malm och skog för kolning. Bergslagens bergsbruk drevs av samfälligheter, eller var bergsregale.

## Historia
Under medeltiden var brytning och bearbetning av malm (koppar, järn, silver) en av de få verksamheter som var tvunget att drivas i stor skala i det då jordbruksdominerade Sverige. För att klara detta krävdes därför ett organiserat samarbete mellan många människor. Den mest eftertraktade resursen i samhället, marken, behövde utnyttjas på ett speciellt sätt, liksom även vatten, som var en annan strategisk tillgång. För att förebygga motsättningar bland bergsbruksidkarna började rikets makthavare utfärda privilegier och reglera hur bergslagen skulle driva sin näring. Uppkomna tvister behandlades enligt särlagstiftning (bland annat enligt bergsprivilegierna) vid speciella domstolar, de så kallade bergstingsrätterna. För att tillgodose behovet av arbetskraft infördet bergsfriden (asylrätten) åt fångar, lösdrivare och krigsfångar.
Bergslagen kom länge att aktivt understödjas av staten. Under 1700- och 1800-talen fick dock deras organisationsformer konkurrens av mer kapitalistiskt orienterade system som uppstod vid de privat ägda bruken som hade monopol på stångjärnstillverkningen. Denna förändring kom att ske tidigare inom stångjärnstillverkningen vid bruken än inom bergsmännens tackjärnstillverkning och gruvbrytning. En juridisk slutpunkt sattes i en förordning 1859 om utsträckt frihet för bergshanteringen. Den skyldighet till blåsning i hytta eller masugn, som dittills funnits hos de bergsmän som innehade ett bergsmanshemman och var med i ett hyttlag, upphörde därmed. 
Det mest kända korporativa organet var Stora Kopparbergs bergslag med tidig medeltida drift i Falun och privilegier på Dalarnas landsbygd. Detta kom att ombildas till aktiebolag i slutet av 1800-talet i form av Stora Kopparbergs Bergslags AB. Verksamheten fortlever idag i Stora Enso-koncernen.
Bergslagen fanns parallellt med bergsbruk som ägdes och leddes av en brukspatron som anställde arbetare att sköta framställningen. Med tiden ersatte det privata bergsbruket den kooperativt ägda och drivna bergsbruksverksamheten som bergsmännen bedrivit.

## Sveriges historiska bergslag

### Bergslag med privilegier
Sammanlagt hade nitton bergslag privilegier:
- ett silverbergslag: Sala silverbergslag[3]
- ett kopparbergslag: Stora Kopparberget (Stora Kopparbergs bergslag)[3]
- sjutton järnbergslag: två i Västmanlands län, tio i Örebro län, två i Värmlands län, ett i Jönköpings län, ett i Kopparbergs län (nuvarande Dalarnas län) samt ett i Gävleborgs län.[3]

#### Gävleborgs län
- Gästriklands bergslag (Torsåkers bergslag/Gästrikeberg)

#### Jönköpings län
- Tabergs bergslag

#### Kopparbergs län
- Öster- och Västerbergslagen

#### Värmlands län
- Filipstads bergslag (Värmlands bergslag)
- Nyeds bergslag

#### Västmanlands län
- Norbergs bergslag
- Skinnskattebergs bergslag

#### Örebro län
- Grythytte bergslag
- Hjulsjö bergslag
- Hällefors bergslag
- Karlskoga bergslag
- Lekebergslagen
- Lerbäcks bergslag
- Lindes bergslag
- Nya Kopparbergs bergslag
- Nora bergslag
- Ramsbergs bergslag

### Bergslag utan privilegier
Även andra områden med stor bergnäring har länge benämnts bergslag, trots att de inte haft de specifika bergslagsprivilegierna. Hit hör:
- Åkers bergslag i Södermanland med bland annat Skottvångs gruva och bruksorten Åkers styckebruk
- Nyköpings bergslag (Tuna bergslag) i Södermanland
- Upplands bergslag med bland annat Dannemora gruva
- Roslags bergslag i Uppland
- Östgöta bergslag hade privilegier 1377-1827
- Godegårds bergslag i Östergötland (indraget 1691 men namnet fortsatte användas i officiella sammanhang till framåt 1700-talets mitt)
- Vikabergs bergslag i södra Dalarna